# Shōrin-zu byōbu
Paravanul pinilor (Shōrin-zu byōbu) este o pereche de paravane pliabile cu șase panouri (byōbu) realizate de artistul japonez Hasegawa Tōhaku. Data exactă a paravanelor nu este cunoscută, dar au fost realizate în mod clar la sfârșitul secolului al XVI-lea, în perioada Momoyama, în jurul anului 1595. Paravanele sunt deținute de Muzeul Național din Tokyo și au fost desemnate ca făcând parte din Tezaurul Național al Japoniei în 1952.
Lucrarea de cerneală pe hârtie descrie o vedere a pinilor japonezi în ceață, cu părțile vizibile ale copacilor și părți ascunse, ilustrând conceptul de budism zen al ma (間) și evocând estetica japoneză wabi (侘) a simplității rustice. Se spune că acestea sunt primele picturi de mărimea lor care prezintă doar arborii ca obiect, deși o formă albă în partea dreaptă superioară a panoului stâng ar putea sugera un vârf de munte în fundal. Fiecare paravan măsoară 156,8 x 356 centimetri.
Fiecare dintre cele douăsprezece panouri cuprinde șase bucăți de hârtie îmbinate, dar piesele de sus și de jos sunt jumătate din dimensiunea obișnuită. Unele aspecte ale paravanelor sugerează că paravanul poate fi o lucrare pregătitoare: neobișnuit, dimensiunile hârtiei folosite în fiecare paravan sunt puțin diferite, iar îmbinările dintre foi nu sunt complet regulate; sigiliile pentru numele artiștilor „Hasegawa” și „Tōhaku” nu utilizează formele obișnuite. Arborii din partea extremă dreaptă a panoului drept sunt tăiați, sugerând că ordinea panourilor ar fi putut fi modificată sau că unele ar fi putut fi înlocuite.
Lucrarea este o dezvoltare a picturilor suibokuga realizate în tuș, folosind nuanțe închise și luminoase pe un suport de mătase sau hârtie. Acesta combină ideile naturaliste chinezești de pictură cu cerneală al lui Muqi Fachang cu teme din tradiția japoneză yamato-e, influențată de „cerneala stropită” (hatsuboku) a lui Sesshū Tōyō. Pictura folosește îndoiturile intenționate ale paravanului pentru a crea o perspectivă, cu ramurile îndreptate spre sau departe de spectator. Artistul Hasegawa Tōhaku a fost fondatorul școlii de artă japoneză Hasegawa.ref name="emuseum"/>